# 灰色地帶 (新聞網站)
灰色地带（英語：The Grayzone）是美国的一家極左翼新聞网站，创始人是美国记者、作家麦克斯·布卢门塔尔。

## 立场
政治立场为極左翼。布鲁门塔尔表示，该网站“为反战人士和对西方叙事表示怀疑的人说话”。
该网站支持叙利亚巴沙尔·阿萨德政府，否认叙利亚政府在叙利亚内战期间对平民使用化学武器，并持续发表亲俄罗斯和普京的社论。该网站否认新疆种族灭绝指控。

## 评价

### 正面评价
由于它批评“新冠病毒来自武汉病毒实验室”这一论调为“阴谋论”，中华人民共和国媒体对该网站进行了积极的评价。

### 负面评价
西方主流媒体指责其持维护“威权主义”政权的立场。
汤姆·罗根(Tom Rogan) 在《華盛頓觀察家報》撰文称，“灰色地带”是“由俄罗斯盟友或俄罗斯专门资助的极左翼美国媒体组成的阴谋集团的一部分”。